# フランシスコ・アランブル
シッコ（Chico）ことフランシスコ・アランブル（Francisco Aramburu、1922年1月7日 - 1997年1月10日）は、ブラジルのサッカー選手。ポジションはフォワード。

## 来歴
ブラジルで開催された1950年のワールドカップで4得点を挙げた。ブラジルがウルグアイに敗れたマラカナンの悲劇の出場選手の1人でもある。